# Кубок Нептуна
Кубок Нептуна (Cliona patera) — вид звичайних губок ряду Hadromerida родини Clionaidae.

## Опис
У висоту може досягати 1,25 м, еліптичний отвір 0,79 м в довжину і 0,23 м завширшки. Забарвлення живої губки від блідо-жовтого до білого.
Це красива губка, що за формою нагадує кубок. 

## Історія
Уперше Кубок Нептуна був знайдений в 1822 році. Його розміри (кубок міг перевищувати метрову висоту і ширину) і незвичайна форма викликали величезний інтерес у колекціонерів. Цікаво, що завдяки формі і місткості цю губку використали іноді навіть як колиску для немовлят. Приблизно п'ятдесяти років вистачило, щоб винищити незвичайну тварину в околицях Сінгапуру.
Більше сотні років тому, в 1908 році, Кубок Нептуна бачили востаннє недалеко від Індонезії. Довгий час вважалося, що вид канув в Лету, проте у в дев'яності роки минулого століття декілька екземплярів мертвих губок було знайдено недалеко від Австралії. Та знахідка залишала надію, що десь ще є живі представники цього красивого виду. 
Два екземпляри Cliona patera були знайдені поблизу від Сінгапуру. Перший екземпляр знайшли у березні 2011 року, а другий трохи пізніше - на відстані 50 метрів. Біологи, які виявили губок, відразу відчули, що це - щось особливе, і запросили фахівця з губок Ліма Сви Ченга, автора "Визначника губок Сінгапуру".
Незважаючи на метрову висоту, обидва екземпляри були визнані молодими (їх діаметр становить всього 30 см), і зараз почалося їх вивчення в природному місці існування, щоб зрозуміти, як вони ростуть і як їх можна зберегти.
Перші висновки вже зроблені. Наприклад, з'ясувалося, що прийнята раніше точка зору про украй повільний ріст цього виду помилкова: з квітня по серпень обидві губки виросли на декілька сантиметрів. Учені сподіваються, що незабаром їм вдасться відшукати популяцію кубків в прибережних водах Сінгапуру.